# Alexander Sundström
Alexander Sundström, född 14 mars 1987 i Vancouver, är en svensk ishockeytränare och före detta ishockeyspelare.
Sundström inledde sin professionella karriär i moderföreningen IF Björklöven i Hockeyallsvenskan säsongen 2004/2005. Samma år blev han även draftad av New Jersey Devils som nummer 218 totalt i NHL Entry Draft 2005.
Efter flera säsonger som ordinarie i Björklövens allsvenska lag, gick Sundström till Brynäs IF i Elitserien inför säsongen 2007-08. Efter fyra säsonger och 212 matcher i Brynäströjan gick Sundström till Allsvenska Mora IK inför säsongen 2011-12. Sejouren i Mora blev endast ettårig och efter att ha rehabtränat med Björklöven under en längre period skrev han på ett ettårskontrakt med sin moderklubb. I kvalserien till Hockeyallsvenskan gjorde Sundström ett antal viktiga mål, någonting som gjorde att Björklöven tog sig upp till allsvenskan. Kontraktet förlängdes sedan med ytterligare ett år.
Alexander är son till den före detta Björklöven-, Vancouver- och New Jerseyspelaren Patrik Sundström.

## Spelarstatistik
| 2004-05 | IF Björklöven | Allsvenskan  | 9  | 0 | 0  | 0  | 0  | -  | - | - | - | - |
| 2005-06 | IF Björklöven | Allsvenskan  | 3  | 0 | 0  | 0  | 0  | 5  | 1 | 0 | 1 | 4 |
| 2006-07 | IF Björklöven | Allsvenskan  | 28 | 2 | 8  | 10 | 12 | 10 | 2 | 3 | 5 | 8 |
| 2007-08 | Brynäs IF     | Elitserien   | 44 | 3 | 4  | 7  | 14 | -  | - | - | - | - |
| 2008-09 | Brynäs IF     | Elitserien   | 36 | 4 | 5  | 9  | 12 | 4  | 0 | 0 | 0 | 2 |
| 2009-10 | Brynäs IF     | Elitserien   | 55 | 4 | 5  | 9  | 30 | 5  | 0 | 1 | 1 | 4 |
| 2010-11 | Brynäs IF     | Elitserien   | 53 | 3 | 5  | 8  | 14 | 5  | 0 | 0 | 0 | 6 |
| 2011-12 | Mora IK       | Allsvenskan  | 20 | 5 | 5  | 10 | 12 | -  | - | - | - | - |
| 2012-13 | IF Björklöven | Division 1   | 15 | 5 | 11 | 16 | 0  | 12 | 5 | 1 | 6 | 2 |
| 2013-14 | IF Björklöven | Allsvenskan  | 31 | 4 | 2  | 6  | 20 | 10 | 1 | 3 | 4 | 2 |
| 2014-15 | Herlev Eagles | Metal Ligaen | 26 | 3 | 12 | 15 | 18 | -  | - | - | - | - |